# Androstérone
L'androstérone est une hormone stéroïdienne à l'activité androgène faible.

## Structure et propriétés physiques
L'androstérone est une hormone stéroïdienne. 
La formule chimique de l'androstérone est C19H30O2 et sa masse moléculaire 290,44 g/mol. Son point de fusion est de 185 °C et elle est faiblement soluble dans l'eau (12 mg·L-1 à 23 °C).
Elle a été isolée pour la première fois en 1931 par Adolf Friedrich Johann Butenandt et Kurt Tscherning. Après avoir distillé plus de 17 000 litres d'urine masculine, ils obtinrent 50 milligrammes d'androstérone cristallisée, quantité suffisante pour démontrer que sa formule chimique était très proche de l'estrone.
La synthèse de l'androstérone a été effectuée en 1934 par Lavoslav Ružička.

## Rôle biologique
L'androstérone est produite par le foie au cours du métabolisme d'une hormone sexuelle : la testostérone. Elle est produite naturellement par les glandes de nos aisselles.
La consommation de grandes quantités de céleri peut augmenter la production d'androstérone. [réf. nécessaire]
Elle est le sous-produit chimique créé pendant la dégradation des androgènes, ou dérivé de la progestérone, qui exerce aussi des effets virilisants mineurs, mais avec un septième de l’intensité de la testostérone. Elle est présente dans des quantités à peu près égales dans le plasma et l’urine des hommes et des femmes.

## Utilisation
L'androstérone est utilisée pour la fabrication de parfums et d'aphrodisiaques. Son odeur musquée est proche de l'urine.